# 科爾伍德 (西維吉尼亞州)
科爾伍德（Coalwood）是美國西維吉尼亞州麥克道威縣的非建制地區。本鎮煤礦業在1960年代达到顶峰，但在1982年10月1日停产。1990年的人口普查也是本鎮最後一次被獨立統計的普查，有人口900人。荷默·希坎姆（Homer Hickam）的畅销回忆录《十月的天空》，以及根据该书改编的电影，乃以本鎮為背景。 

## 历史
乔治·拉斐特·卡特（George Lafayette Carter）騎著騾子抵達本地，发现了丰富的煤层，购買2萬英亩（80 公里2 ）的土地，於1905年建立了本鎮。他成立了卡特煤業公司（Carter Coal Company），并建造了办公室，房屋，校舍，卡特煤業商店（Carter Coal Company Store） ，教堂等建設。卡特雇用了一名牙医兼医生为他的矿工提供服务。 
1922年，卡特將鎮上的礦山和物業賣給了聯合煤業公司（Consolidation Coal Company） 。該公司重新整建了社區，並招募了新員工在礦山工作。不過聯合煤業在1933年拖欠付款，卡特取回了公司所有權。卡特在1936年去世，其兒子詹姆斯（James）接管公司，並於1947年賣給了一群實業家，並將公司更名為奧爾嘉煤業公司（Olga Coal Company）。
1956年，科爾伍德的礦坑與附近的卡瑞塔（Caretta）礦坑相連了；該礦坑也是由奧爾嘉煤業所擁有的。1959年，奥尔加煤業停止從科爾伍德将煤炭运到地面，使得诺福克和西部铁路开始拆除通往科爾伍德的路線。
科爾伍德-卡瑞塔煤礦在整个20世纪的大部分时间中持續生產，直到该矿最终关闭为止，年平均产量为100万吨。 
鼎盛时期，科爾伍德的人口超过2,000人。 
1980年，奧爾嘉煤業公司被LTV公司收购，该公司最後在1986年关闭了科爾伍德的煤矿。 
截至2019年，科爾伍德鎮上許多建築都廢棄了，包括「火箭男孩」所就讀的比格克里克高中（Big Creek High School）。雖然建筑物仍然保存，但歲月已經留下了痕跡。

## 十月天空节
每年10月，科爾伍德举办十月天空节，以纪念「火箭男孩」的成就。许多科学家與太空人，以及荷默·希坎姆本人皆參加此節慶。 2007年的節慶也慶祝第一颗人造卫星进入轨道的五十周年紀念，电影《十月的天空》的演员斯科特·迈尔斯（Scott Miles）也参加了电影节并舉辦签名會。  2012年2月7日，科爾伍德角復興協會（Cape Coalwood Restoration Association）宣布2011年10月的節日是最后一次舉辦十月天空节。在宣布取消“火箭男孩/十月天空节”之后，一群熱心的罗利县民眾聯絡了希坎姆，希望能到他們的城市舉辦。經過會商後同意2012年的“火箭男孩/十月天空节”在贝克利举行，活动在10月5日至7日在新河公园的展览煤矿举行。 从2012年至2019年，火箭男孩节是贝克利的年度盛事，但由于COVID-19，2020年音乐节被取消。 

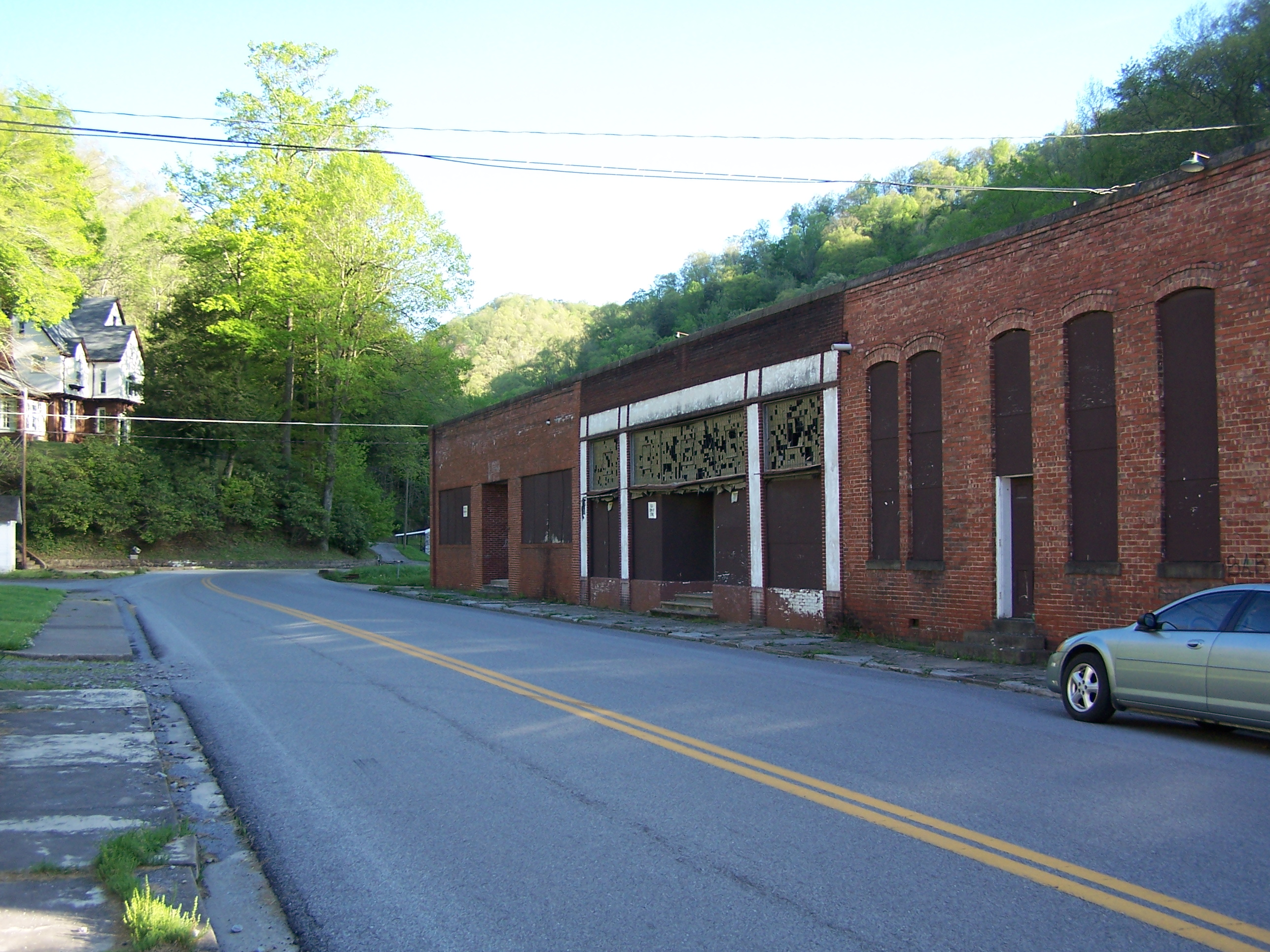
卡特煤業商店，攝於2007年。

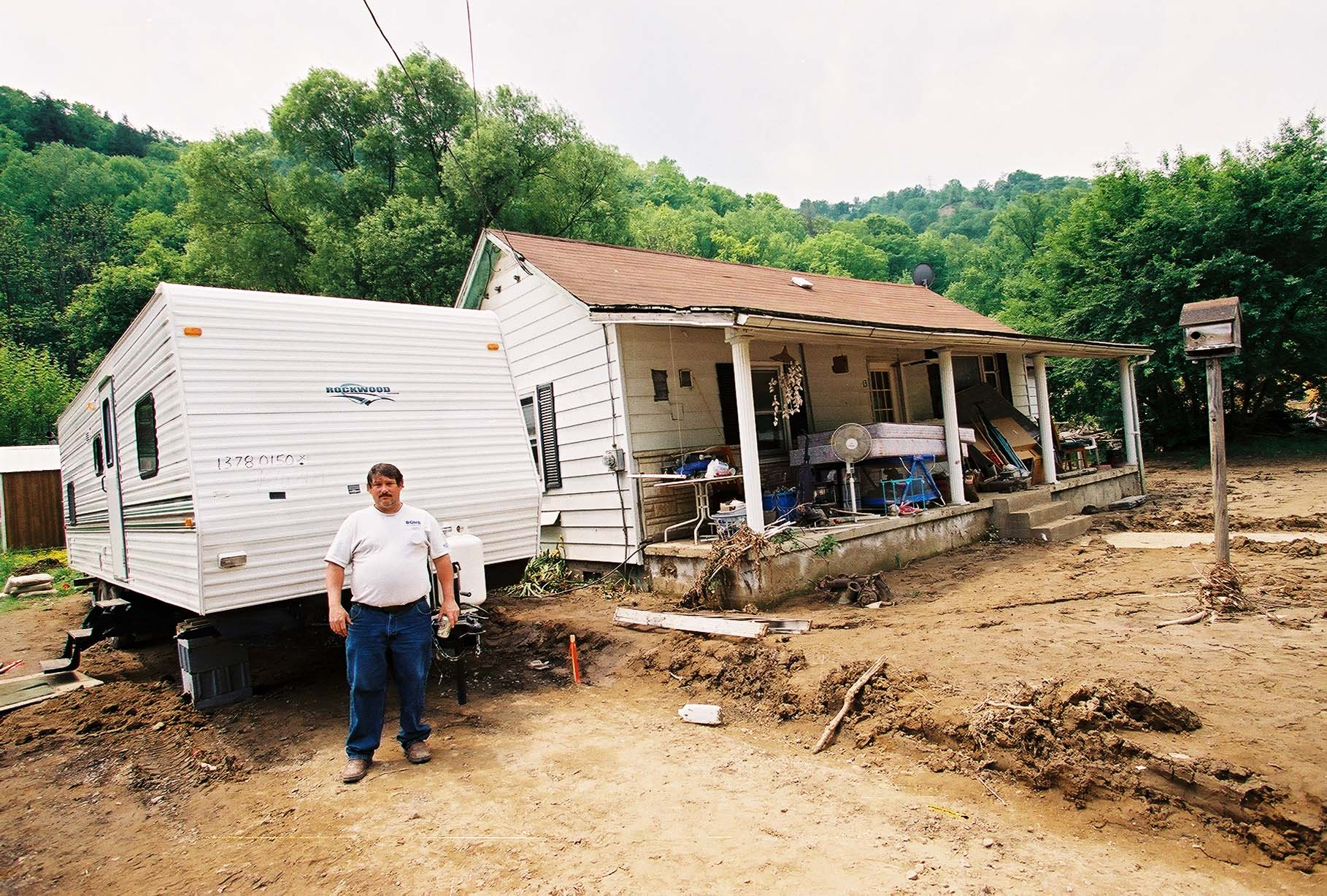
2002年的洪水灾害